# Campionato sudamericano maschile di pallacanestro 1977
Il 27º Campionato dell'America Meridionale Maschile di Pallacanestro (noto anche come FIBA South American Championship 1977) si è svolto dal 20 febbraio al 3 marzo 1977 a Valdivia in Cile. Il torneo è stato vinto dalla nazionale brasiliana.
I FIBA South American Championship sono una manifestazione contesa dalle squadre nazionali dell'America meridionale, organizzata dalla CONSUBASQUET (Confederazione America Meridionale), nell'ambito della FIBA Americas.

## Squadre partecipanti
- Argentina
- Bolivia
- Brasile
- Cile
- Colombia
- Paraguay
- Perù
- Uruguay
- Venezuela

## Classifica finale
| Pos | Squadra   | V-P |
| --- | --------- | --- |
|     | Brasile   | 8-0 |
|     | Uruguay   | 6-2 |
|     | Argentina | 6-2 |
| 4   | Venezuela | 5-3 |
| 5   | Perù      | 4-4 |
| 6   | Cile      | 3-5 |
| 7   | Colombia  | 3-5 |
| 8   | Paraguay  | 1-7 |
| 9   | Bolivia   | 0-8 |